# Femern
Femern (tysk: Fehmarn) er en ø og kommune i det nordlige Tyskland, beliggende i Østersøen med Burg auf Fehmarn som den største by. Femern ligger ved Slesvig-Holstens nordøstlige kyst. Øen, der er den største i delstaten Slesvig-Holsten og den tredjestørste i Tyskland, er 185 km² stor og har en fast forbindelse med det holstenske fastland (Femernsundbroen) og færgeforbindelser til Danmark (Rødby) fra Puttgarden. Femern var frem til 1864 en del af det danske hertugdømme Slesvig langt mod vest i forhold til Hertugdømmet Holsten lige syd for. I dag hører øen administrativt til Kreis Østholsten. Efter sammenlægning 1. januar 2003 af kommunerne på øen udgør Femern en kommune i Kreis Østholsten.
Bæltet mellem Femern og Lolland kaldes Femern Bælt.
Sundet mellem Femern og det holstenske fastland kaldes Femernsund.

## Historie
I den danske tid udgjorde Femern sit eget amt og i kirkelig henseende et eget provsti (med fire sogne) under Slesvig Stift.
Øen beboedes i tidlig tid af vender, ligesom den nærliggende del af Holsten, Vagrien, og var i middelalderen ofte omstridt mellem de danske konger og de holstenske grever.
Grev Johan den Milde havde øen i forlening, og Valdemar Atterdag erobrede den i 1357 og indtog borgen Glambæk, som lå i nærheden af Burg (dansk: Burghæby); men få år efter indtog grev Johans søn Adolf atter øen. Værst gik det ud over Femern, da Erik af Pommern fik magten over den i 1420, hvor han anrettede et stort blodbad. Fire år efter erobrede grev Adolf den tilbage, og ved freden i Vordingborg 1435 blev den endelig overladt ham sammen med Sønderjylland. Grev Adolf indkaldte iflg. sagnet folk fra Ditmarsken til Femern og pantsatte øen til lübeckerne, der beholdt den til 1490, hvor kong Hans indløste den.
Ved delingen af hertugdømmerne i 1544 fik Hans den Ældre Femern, og efter dennes død blev den ved en ny deling i 1581 givet til broderen, hertug Adolf, hvorefter den hørte under de holsten-gottorpske hertuger, indtil den med de andre gottorpske lande blev inddraget under kronen af Frederik 4. i 1713. I krigen i 1864 blev Femern erobret af preusserne natten mellem den 15. og 16. marts og blev ved Freden i Wien afstået sammen med hertugdømmerne.